# Fernsehdesign
Fernsehdesign oder TV-Design bezeichnet den audiovisuellen Auftritt der verschiedenen Fernsehsender. Dazu gehören im Wesentlichen das Corporate Design des Senders (Werbetrenner, Station-ID, Abspanngestaltung), die audiovisuelle Verpackung der einzelnen Programme (Vorspanne, Studio-Design, Moderatorenausstattung) und die komplette Promotion-Verpackung. Das Fernsehdesign, meist das Logo, ist der Ursprung und die Basis für das gesamte Design-System (Geschäftsausstattung, Event- und Online-Gestaltung) eines Senders. Es wird dabei zwischen On Air Design und Off Air Design unterschieden.